# Огидний (фільм)
Огидний (англ. Abominable) — фільм жахів.

## Сюжет
Престон повертається у свою гірську хатину, щоб оговтається від нещасного випадку в горах, що погубив його дружину і прикував його самого до інвалідного крісла. Несподівано, Престон стикається з легендарною сніговою людиною. Тепер йому необхідно рятувати себе і групу студенток, що розмістилися неподалік, від чудовиська, яке розпочало своє криваве полювання.

## У ролях
- Метт МакКой — Престон Роджерс
- Гейлі Джоель — Аманда
- Крістіен Тінслі — Отіс Вільгельм
- Карін Анна Чунг — Сі Джей
- Джеффрі Комбс — Клерк
- Наталі Компаньо — Мішель
- Майкл Дік — Монстр
- Джим Гігганс — репортер
- Пол Глісон — шериф Халдерман
- Ешлі Гартман — Карен Хердбергер
- Ленс Генріксен — Циглер Дейн
- Рекс Лінн — Фермер Хосс
- Філ Морріс — заступник Макбрайд
- Джеймс Моррісон — доктор Сеусмейер
- Тіффані Шепіс — Трейсі
- Чад Сміт — заступник Паркер
- Ді Воллес-Стоун — Етель Хосс
- Рубі — Спаркі
- Пол Спедоун — заступник Джексон
- Джош Вульф — заступник Коннерс
- Стів Джойнер — фельдшер 1
- Джордж Ендрюс — фельдшер 2
- Діно Рокак — фельдшер 3
- Райан Шифрін — оператор АЗС (в титрах не вказаний)